# 北海道道378号余市港線
北海道道378号余市港線（ほっかいどうどう378ごう よいちこうせん）は、北海道余市郡余市町内を結ぶ一般道道（北海道道）である。

## 概要

### 路線データ
- 起点：北海道余市郡余市町港町（地方港湾 余市港）
- 終点：北海道余市郡余市町沢町2丁目（国道229号・北海道道228号豊丘余市停車場線交点）
- 総延長：1.521 km
- 実延長：1.297 km
- 重用延長：0.224 km

### 道路管理者
- 後志総合振興局 小樽建設管理部 余市出張所

## 歴史
- 1961年（昭和36年）3月31日 - 路線認定[1]。

## 路線状況

### 重複区間
- 北海道道228号豊丘余市停車場線

### 道路施設

#### 主な橋梁
- 港橋（35 m、梅川、余市町港町）

## 地理

### 通過する自治体
- 後志総合振興局
  - 余市郡余市町

### 交差する道路
余市町
- 国道229号 - 沢町2丁目（終点）
- 北海道道228号豊丘余市停車場線 - 沢町2丁目（終点・重複）

### 沿線にある施設など
余市町
- 余市自動車学校
- 北海道信用金庫沢町支店